# Nordische Skiweltmeisterschaften 1930/Teilnehmer (Polen)
Polen nahm an den Nordischen Skiweltmeisterschaften 1930 am Holmenkollen in der norwegischen Hauptstadt Oslo mit einer Delegation von 7 Athleten teil. Dazu kamen noch vier Militärsportler, die am Militärpatrouillenlauf und dem Militär-Skilanglauf über 30 km teilnahmen.
Die besten Platzierungen erreichte Bronisław Czech in der Nordischen Kombination mit Rang 28 und im Sprunglauf mit Rang 34. Enttäuschend verlief für Polen der Militärpatrouillenlauf an dem die Mannschaft nur den achten und letzten Rang belegen konnte.

## Teilnehmer an den Weltmeisterschaftswettbewerben
| Athlet                   | Verein                    | Wettbewerb            | Rang     |
| ------------------------ | ------------------------- | --------------------- | -------- |
| Bronisław Czech          | SNPTT Zakopane            | Skilanglauf 50 km     | 53.      |
| Bronisław Czech          | SNPTT Zakopane            | Skilanglauf 17 km     | 63.      |
| Bronisław Czech          | SNPTT Zakopane            | Nordische Kombination | 28.      |
| Bronisław Czech          | SNPTT Zakopane            | Skispringen           | 34.      |
| Władysław Czech          |                           | Skilanglauf 50 km     | gemeldet |
| Władysław Czech          | Skilanglauf 17 km         | gemeldet              |          |
| Antoni Gąsienica Szostak | ON Sokół Zakopane         | Skilanglauf 50 km     | DNF      |
| Antoni Gąsienica Szostak | ON Sokół Zakopane         | Skilanglauf 17 km     | 74.      |
| Antoni Gąsienica Szostak | ON Sokół Zakopane         | Nordische Kombination | ?        |
| Antoni Gąsienica Szostak | ON Sokół Zakopane         | Skispringen           | DNF      |
| Karol Gąsienica-Szostak  | SNPTT Zakopane            | Skilanglauf 50 km     | DNF      |
| Karol Gąsienica-Szostak  | SNPTT Zakopane            | Skilanglauf 17 km     | 52.      |
| Karol Gąsienica-Szostak  | SNPTT Zakopane            | Nordische Kombination | ?        |
| Karol Gąsienica-Szostak  | SNPTT Zakopane            | Skispringen           | DNF      |
| Józef Kuraś              | Wojskowy Okręg Narciarski | Skilanglauf 50 km     | 66.      |
| Józef Kuraś              | Wojskowy Okręg Narciarski | Skilanglauf 17 km     | DNF      |
| Józef Kuraś              | Wojskowy Okręg Narciarski | Skispringen           | gemeldet |
| Zdzisław Motyka          | SN PTT Zakopane           | Skilanglauf 50 km     | DNF      |
| Zdzisław Motyka          | SN PTT Zakopane           | Skilanglauf 17 km     | 80.      |
| Stanisław Skupień        |                           | Skilanglauf 50 km     | gemeldet |
| Stanisław Skupień        | Skilanglauf 17 km         | gemeldet              |          |

## Teilnehmer an den Militärwettläufen
| Athlet                           | Verein                                   | Wettbewerb             | Rang       |
| -------------------------------- | ---------------------------------------- | ---------------------- | ---------- |
| Izydor Gąsienica-Łuszczek, szer. | TS Wisła Zakopane                        | Militärpatrouillenlauf | 8.         |
| Kasprzyk, Por                    |                                          | Militärpatrouillenlauf | 8.         |
| Kozik, kpr                       |                                          | Militärpatrouillenlauf | 8.         |
| Kozik, kpr                       | Militär-Skilanglauf 30 km Altersklasse 1 | 16.                    |            |
| Józef Kuraś, szer.               |                                          | Militärpatrouillenlauf | 8.         |
| Józef Kuraś, szer.               | Militär-Skilanglauf 30 km Altersklasse 1 | 24.                    |            |
| Nowak, kpr.                      |                                          | Militärpatrouillenlauf | - (Ersatz) |
| Nowak, kpr.                      | Militär-Skilanglauf 30 km Altersklasse 1 | 47.                    |            |

Legende:
- DNS: nicht angetreten
- DNF: nicht beendet
- gemeldet: für den Wettbewerb angemeldet, jedoch keine tatsächliche Teilnahme nachweisbar